# Блінцов Володимир Степанович
Блінцов Володимир Степанович (нар. 17 травня 1948, с. Бармашове, Жовтневий район, Миколаївська область, Українська РСР, СРСР) — фахівець у галузі підводних технологій, доктор технічних наук, професор, заслужений діяч науки і техники України (2006). Лауреат державної премії України в галузі науки і техніки (2012). Академік Міжнародної академії морських наук, технологій та інновацій, Академії наук суднобудування України, Академії наук навігації та управління рухом (Росія), член Королівського інституту кораблебудування та інституту морських інженерів Великобританії.

## Біографія
Народився 17 травня 1948 року у селі Бармашове Жовтневого району Миколаївської області (нині село Білозерка Вітовського району Миколаївської області).
У 1971 році закінчив Миколаївський кораблебудівний інститут (зараз — Національний університет кораблебудування імені адмірала Макарова) за спеціальністю «Електрообладнання суден», де відтоді й працює.
Пройшов шлях стажиста-дослідника, асистента, старшого викладача, доцента, професора кафедри електрообладнання суден. З 1984 по 2017 роки очолював кафедру електрообладнання суден (зараз — кафедра електричної інженерії суднових та роботизованих комплексів). Протягом 1991—2003 років працював деканом електротехнічного факультету, з 2003 по 2009 роки — директором Інституту автоматики та електротехніки. Від 1999 — професор кафедри електрообладнання суден, водночас у 1993—1995 та від 2002 — керівник Центру підводної техніки при університеті. З 2009 по 2021 рік — проректор НУК з наукової роботи. З квітня 2021 року — професор кафедри електричної інженерії суднових та роботизованих комплексів.

## Науковий доробок
Співорганізатор нової для України спеціальності 7.160101 — «Захист інформації з обмеженим доступом і автоматизація її обробки в комп'ютерних системах та мережах» та нової для України спеціалізації 8.092201.04 — «Електрообладнання та автоматика підводно-технічних систем і комплексів» (1996 і 1997 роки). Розробник освітньо-кваліфікаційних характеристик та освітньо-професійних програм, навчальних планів і програм для них.
Засновник української наукової школи «Підводна техніка», директор науково-дослідного інституту «Підводна техніка» науково-дослідної частини університету. Автор більше 450 наукових праць, у тому числі 20 наукових монографій та навчальних посібників. Під його науковим керівництвом успішно захищено 26 кандидатських дисертацій.
Організатор та науковий керівник багатьох наукових проектів по створенню та практичному застосуванню нових засобів підводної робототехніки для вирішення завдань Міністерства оборони України, Державної служби з надзвичайних ситуацій України, Служби безпеки України та Національної академії наук України, а також організацій Росії, В'єтнаму та Китаю. Під його керівництвом науковцями та інженерами кафедри створено та передано замовникам більше 30 типів підводних апаратів, у тому числі два підводних апарати наказом Міністра оборони України прийняті на озброєння Військово-Морських Сил Збройних Сил України.
Науковим колективом, який очолює Блінцов, виконано низку унікальних підводних робіт на Азовському, Чорному та Балтійському морях по роботизованому пошуку та обстеженню підводних об'єктів.

## Нагороди
- Нагороджений відзнаками Президента України, Міністерства освіти і науки України, Міністерства оборони України, Державної служби з надзвичайних ситуацій України, Державної служби спеціального зв'язку та захисту інформації України, всеукраїнських громадських організацій та Миколаївської міської ради[2][4].
- Відзначений почесною відзнакою Миколаївського міського голови «За заслуги перед містом Миколаїв».
- Кавалер ордена «Козацька слава» міжнародної громадської організації «Козацтво Запорізьке»[1].